# Mikael Mogren

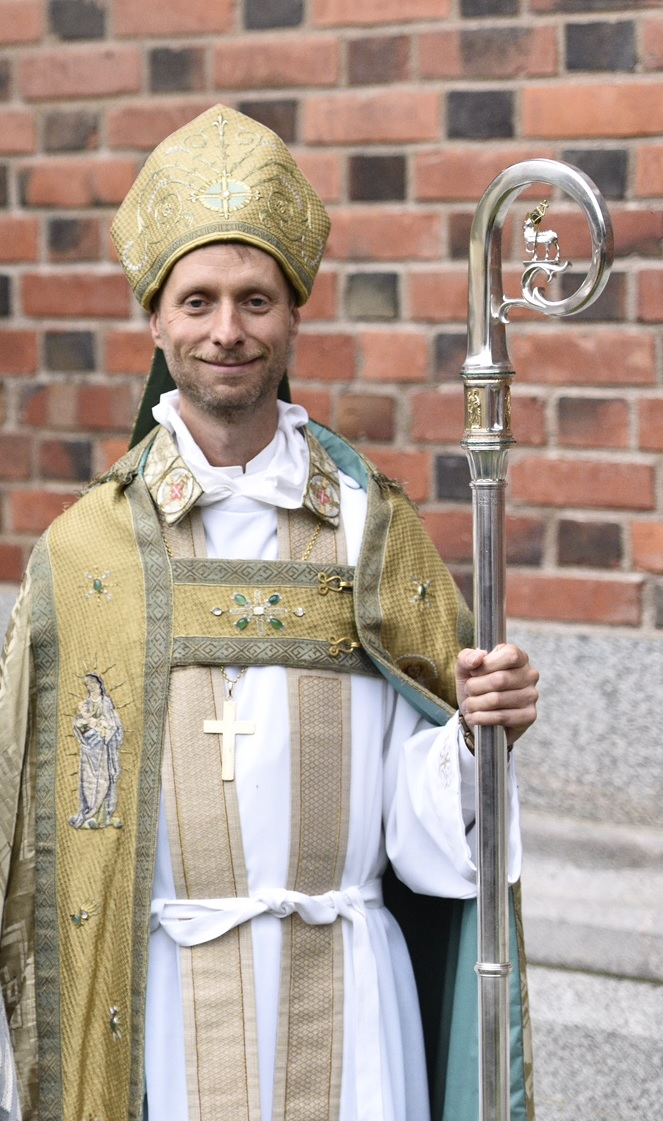
Mikael Mogren

Mikael Mogren (* 6. September 1969 in Hammar, Askersund) ist ein schwedischer lutherischer Geistlicher. Er amtiert seit 2015 als Bischof des Bistums Västerås in der Schwedischen Kirche.

## Leben
Mogren studierte Theologie in Uppsala, Tübingen und an der Harvard University. 1996 wurde er im Bistum Strängnäs zum Pfarrer ordiniert. Nach seiner Promotion zum Dr. theol. im Jahr 2004 arbeitete er als Gemeindepfarrer in Uppsala, unterbrochen durch eine Lehrtätigkeit an der Faculté de théologie protestante in Paris. Von 2011 bis 2014 war er stiftsadjunkt im Bistum Västerås.
Mogren wurde als Nachfolger von Thomas Söderberg zum Bischof von Västerås gewählt und am 6. September 2015 im Dom zu Uppsala durch Erzbischöfin Antje Jackelén geweiht. Mogren lebt offen homosexuell in Schweden.